# Пустинна роза
 Тази статия е за минерално образувание.  За растението вижте Пустинна роза (растение).  
Пустинна роза е популярното название на кристаловидна розетка образувана от минералите гипс и барит при наличието на пясък. Венчелистчетата са плоски кристали, образувани по кристалографската ос, разтварящи се по характерните за гипса криви. Обичайният цвят на пустинната роза е светъл, песъчливокафяв, но може да потъмнее при наличие на примеси от желязо.
Розетката се образува обичайно когато кристалите се формират в сухи песъчинни условия, както при изпарението на вода от плитък солен басейн. Гипсовата роза обикновено има по-добре изразени и по-остри краища от баритовата роза.
Най-важните източници на пустинна роза са по правило пустинни райони – , Саудитска Арабия, Обединените арабски емирства, други арабски държави, където има пустиня, пясък , Мароко, Алжир, Тунис, Либия, щатите Аризона и Ню Мексико в САЩ.

## Синоними
Пустинната роза също е позната под следните имена:
- пясъчна роза
- розов камък
- селенитна роза
- гипсова роза
- гипсова розетка
- баритова роза

## Галерия
Снимки на Пустинна роза от Бюринген, Хесе, Германия